# St. Antonius (Grebben)

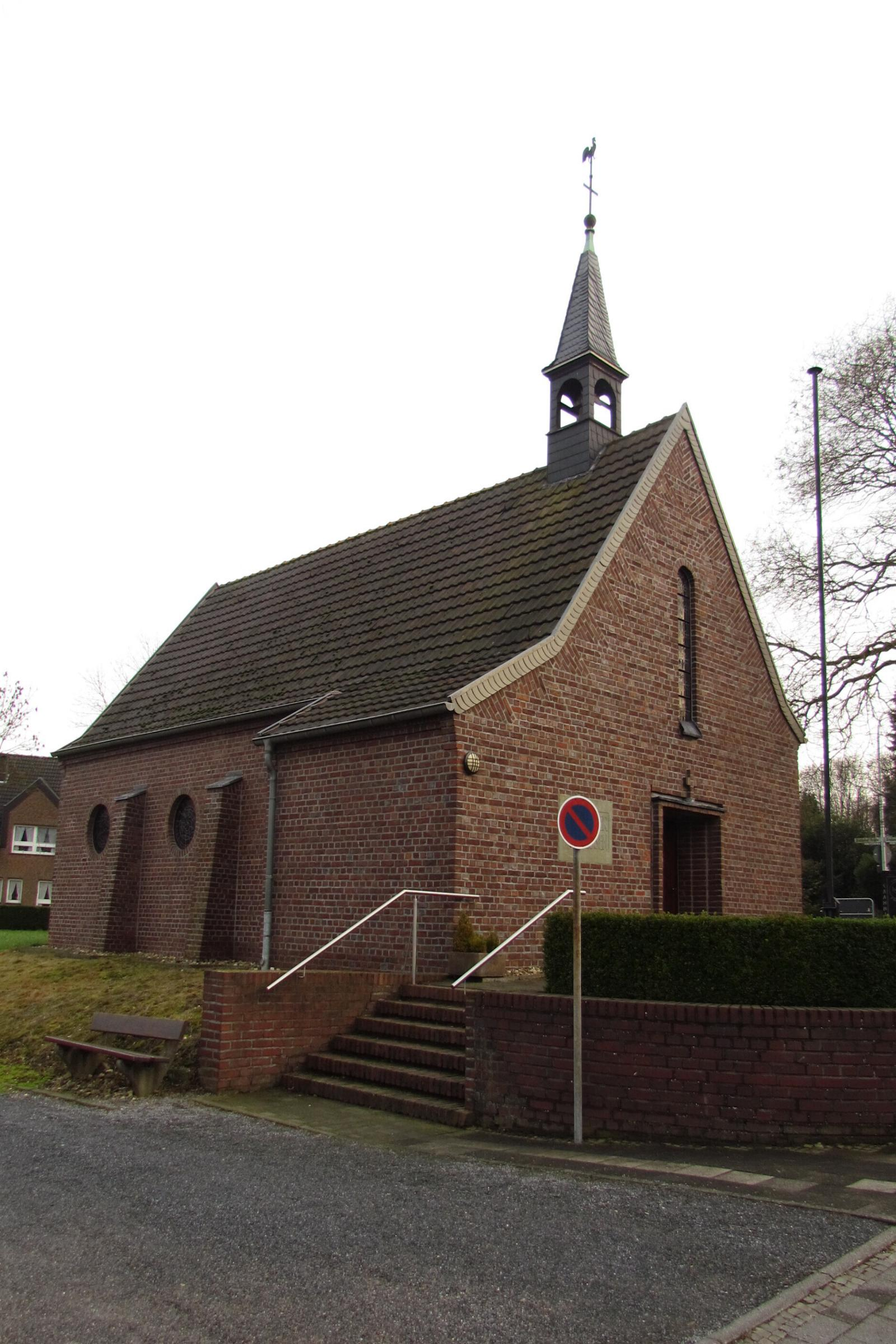
Kapelle St. Antonius

Die katholische Kapelle St. Antonius befindet sich im Ortsteil Grebben der Stadt Heinsberg in Nordrhein-Westfalen. 

## Lage
Die Kapelle steht in Grebben an der Ecke Grebbener Straße, Karl-Diem-Straße.

## Geschichte
Die Einwohner der Ortschaft Grebben hegten seit 1910 den Wunsch zum Bau einer eigenen Kapelle. Mit der Gründung des Kapellenbauvereins im Jahre 1929 wurde der Plan in die Tat umgesetzt. Die Gemeinde Oberbruch unterstützte mit einer Spende von 1000,-- DM die Errichtung einer Gedenkstätte für die Verstorbenen und Vermissten des Ersten Weltkrieges. Zahlreiche Spenden und viel Eigenleistung trieben das Vorhaben voran. Am 2. September 1934 war die feierliche Grundsteinlegung.
Der Kapellenbauverein tätigte im Laufe der Zeit mehrere Anschaffungen.
- 1955 wurde eine Holzdecke in die Kapelle eingebaut, Kosten 2.500,-- DM
- 1956 Neue Fenster wurden eingebaut, Kosten 1.000,-- DM
- 1957 Errichtung einer Gedenktafel, Kosten 600,-- DM
- 1958 Anschaffung einer Monstranz, Kosten 480,-- DM
- 1968 Anschaffung eines Harmonium, Kosten 580,-- DM
- 1972 Errichtung einer Kommunionbank, Kosten 1.250,-- DM
- 1982 Ein Reparatur am Kapellenturm, Kosten 1.850,-- DM

Am 13. April 1992 wurde die Kapelle bei einem Erdbeben beschädigt. Mehrere Risse in den Wänden und eine Absenkung an der Bausubstanz waren die Folge. 1994 wurde der Dachreiter mit einer neuen Glocke ausgestattet. Im Jahre 2005 wurde eine Sanierung der Kapelle vorgenommen.

## Architektur
Die Kapelle ist ein Backsteinbau mit einem Satteldach. Auf dem Dach steht ein vierseitiger Dachreiter mit einer Glocke und einem Wetterhahn. Die Fenster sind kreisrund.

## Ausstattung
- Die Kirche besitzt eine Buntverglasung.[3]
- In der Kirche steht ein Altar, ein Kruzifix und mehrere Heiligenfiguren.